# Aldo Nicolini
Aldo Nicolini (* 17. Juli 1964 in Carate Brianza) ist ein italienischer Zauberkünstler.

## Leben
Seit 2000 spielt Nicolini den Charakter Ziopotter (Harry Potters Onkel), da er eine gewisse Ähnlichkeit mit Daniel Radcliffe aufweist. Zum ersten Mal trat er öffentlich am 18. Juni 2007 in der Fernsehsendung Cultura moderna in  Canale 5 (italienisches Fernsehen) unter der Moderation von Teo Mammuccari auf.

## Teilnahme an Talentshows
- 2009 erreichte er bei der ersten Auflage der italienischen Talentshow Italia's Got Talent das Finale. Die The Sunday Times bezeichnete ihn als internationales Talent.[1]
- 2010 gewann er den zweiten Platz in der italienischen Magiemeisterschaft.[2]
- Im Jahr 2011 beteiligte er sich an der ersten Runde der französischen Talentshow La France a un incroyable talent auf M6, der französischen Version von Das Supertalent.[3]
- Aldo Nicolini erweckte bei Das Supertalent, 6. Staffel 2012 die Illusion, er könne seinen Kopf abtrennen, in die Hände und herunternehmen. Dieter Bohlen vermutete, dass sich hinter Nicolinis langem Mantel zwei Personen befänden. Michelle Hunziker fand es gut, neuartig, cool und super verpackt. Auch Bohlen und Thomas Gottschalk fanden die Performance neuartig und faszinierend.[4]
- 2014 wurde zwischen den besten Acts aus der ganzen Welt für den World's Got Talent World Live-, die von Mumbai ausgerichtet wird eingeführt.[5]

## Auszeichnungen
- Im Juli 2010 erhielt er den "Walter Chiari"-Preis zugesprochen. Er ist für Prominente, die sich in der vorherigen Saison (2009–2010) besonders auszeichneten.[6]